# لیپنیک ناد بتشووو
لیپنیک ناد بتشووو (به چکی: Lipník nad Bečvou) یک منطقهٔ مسکونی و شهرستان دارای شهرک سابقاً روستا در جمهوری چک است که در ناحیه پرروف واقع شده‌است. لیپنیک ناد بتشووو ۸٬۵۲۰ نفر جمعیت دارد.